# Departamento de Sédhiou
Sédhiou es un departamento de la región de Kolda en Senegal, con una población censada en noviembre de 2013 de 138 084 habitantes.
Se encuentra ubicado en el centro-sur del país, cerca de la frontera con Gambia, al norte, y con Guinea-Bisáu al sur.